# Качорув (Нижньосілезьке воєводство)
Качорув (пол. Kaczorów, нім. Ketschdorf) — село в Польщі, у гміні Болькув Яворського повіту Нижньосілезького воєводства.
Населення — 719 осіб (2011).
У 1975-1998 роках село належало до Єленьоґурського воєводства.

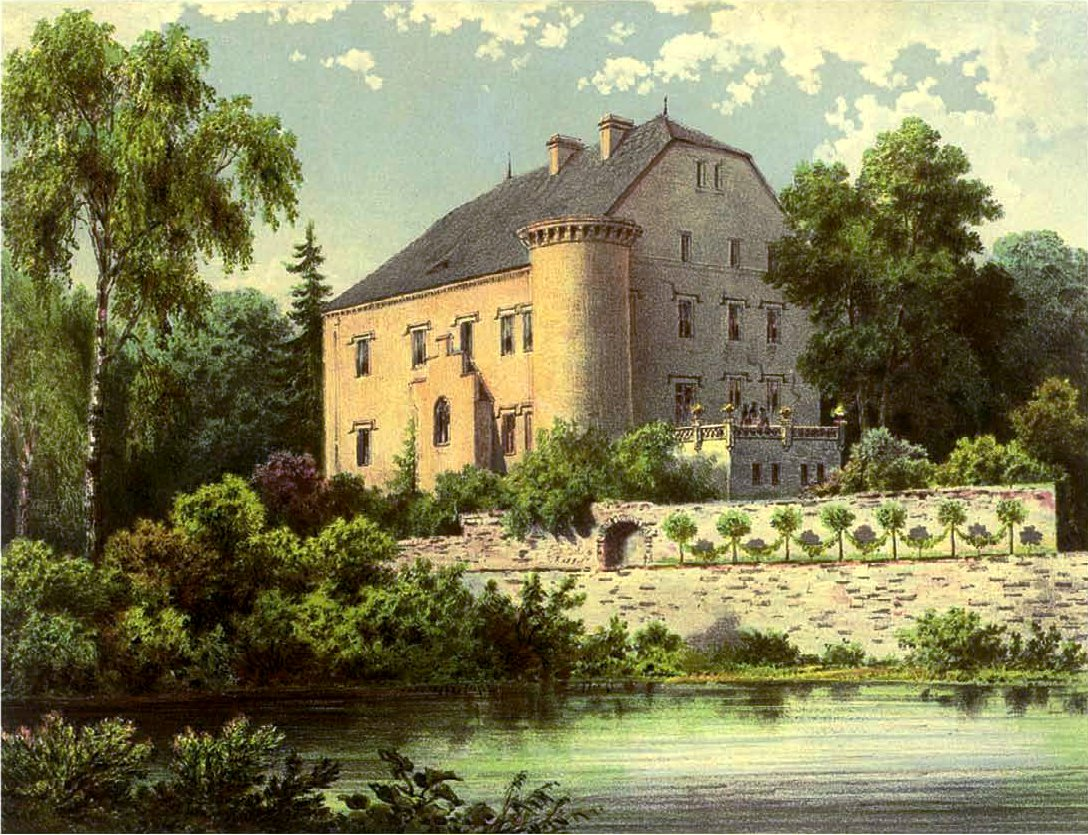
Rittergut Ketschdorf, Alexander Duncker

## Демографія
Демографічна структура станом на 31 березня 2011 року:
|          | Загалом | Допрацездатний вік | Працездатний вік | Постпрацездатний вік |
| -------- | ------- | ------------------ | ---------------- | -------------------- |
| Чоловіки | 349     | 82                 | 233              | 34                   |
| Жінки    | 370     | 71                 | 219              | 80                   |
| Разом    | 719     | 153                | 452              | 114                  |